# دیوید مونترو (بازیکن فوتبال، زاده ۱۹۷۴)
دیوید مونترو (انگلیسی: David Montero؛ زادهٔ ۱۶ ژانویهٔ ۱۹۷۴) بازیکن فوتبال اهل اسپانیا است.
از باشگاه‌هایی که در آن بازی کرده‌است می‌توان به باشگاه فوتبال یان رگنسبورگ و باشگاه فوتبال آینتراخت فرانکفورت اشاره کرد.